# Judith van Oostenrijk

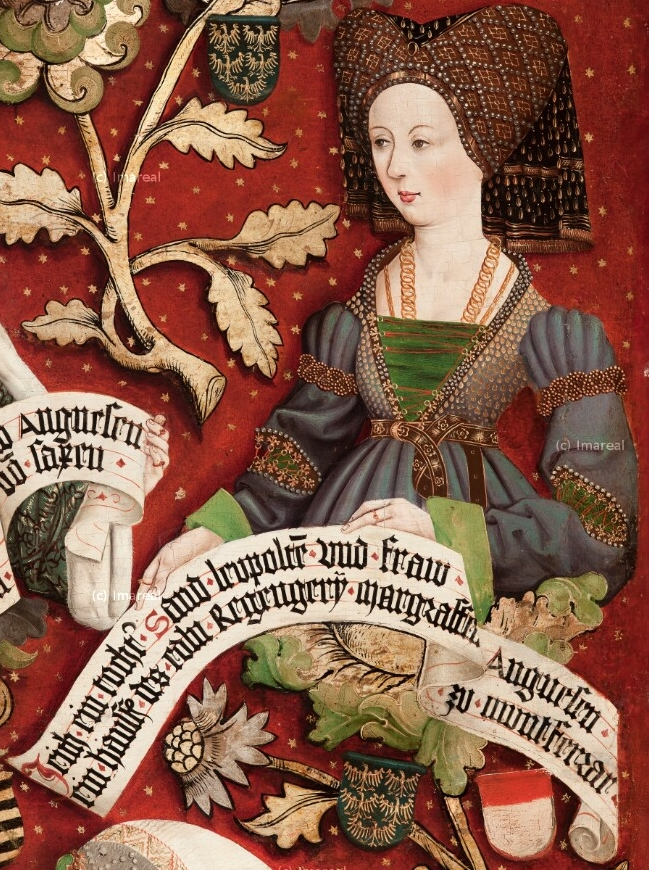
Judith van Oostenrijk op de Genealogie van de vrouwen uit het huis Babenberg in de Klosterneuburgabdij.

Judith van Oostenrijk ook Jutta genoemd (circa 1115/1120 - na 1168) was vanaf 1135 markgravin van Monferrato door haar huwelijk met markgraaf Willem V van Monferrato. Ze behoorde tot het huis Babenberg.

## Levensloop
Judith was een dochter van markgraaf Leopold III van Oostenrijk en diens tweede gemalin Agnes van Waiblingen, dochter van keizer Hendrik IV van het Heilige Roomse Rijk. Door zijn huwelijk was haar vader opgeklommen in de rang van rijksvorst. Toen na het overlijden van haar oom, keizer Hendrik V, in 1125 de Salische dynastie in mannelijke lijn uitstierf, maakte haar vader een grote kans om tot Rooms-Duits koning verkozen te worden, maar uiteindelijk werd hertog Frederik II van Zwaben verkozen in deze functie.
Rond het jaar 1133 huwde ze met markgraaf Willem V van Monferrato die tot het huis der Aleramiden behoorde, een geslacht dat een belangrijke rol speelde in de kruistochten. Willem V begeleidde in 1147 koning Lodewijk VII van Frankrijk in de Tweede Kruistocht. Willem en Anna zouden minstens acht kinderen krijgen, waarvan vier zonen een prominente rol zouden spelen in het koninkrijk Jeruzalem of in het Byzantijnse Rijk:
- Koenraad (circa 1144-1192), markgraaf van Monferrato en in 1192 koning van Jeruzalem.
- Willem (circa 1150-1177), graaf van Jaffa en Ascalon, vader van koning Boudewijn V van Jeruzalem
- Bonifatius I (circa 1150-1207), markgraaf van Monferrato, leider van de Vierde Kruistocht en vanaf 1204 koning van Thessaloniki
- Azaläis (circa 1150-1232), huwde in 1182 met markgraaf Manfred II van Saluzzo
- Frederik, bisschop van Alba
- Agnes (overleden in 1202), huwde met graaf Guido Guerra III Guidi van Modigliana. Omdat Agnes kinderloos bleef, werd het huwelijk in 1180 geannuleerd, waarna ze zuster in het klooster Santa Maria di Rocca della Donne.
- een onbekende dochter, huwde met markgraaf Albert Malasprina
- Reinier (1162-1183), schoonzoon van de Byzantijnse keizer Manuel I Komnenos

Willem V was een loyale aanhanger van keizer Frederik I Barbarossa, de neef van Judith, en hielp het huwelijk van Frederik I met gravin Beatrix I van Bourgondië arrangeren. Beatrix was namelijk verwant met Willems moeder Gisela van Bourgondië. In 1168 was Judith nog in leven, maar zeer waarschijnlijk was ze al gestorven toen haar echtgenoot zich in de jaren 1180 in het koninkrijk Jeruzalem vestigde om de kroning van zijn kleinzoon Boudewijn V van Jeruzalem bij te wonen.

## Voorouders
| Voorouders van Judith van Oostenrijk (1115–1169) | Voorouders van Judith van Oostenrijk (1115–1169)                          | Voorouders van Judith van Oostenrijk (1115–1169)                          | Voorouders van Judith van Oostenrijk (1115–1169)                          | Voorouders van Judith van Oostenrijk (1115–1169)                          | Voorouders van Judith van Oostenrijk (1115–1169)                          | Voorouders van Judith van Oostenrijk (1115–1169)                          | Voorouders van Judith van Oostenrijk (1115–1169)                          | Voorouders van Judith van Oostenrijk (1115–1169)                          |
| ------------------------------------------------ | ------------------------------------------------------------------------- | ------------------------------------------------------------------------- | ------------------------------------------------------------------------- | ------------------------------------------------------------------------- | ------------------------------------------------------------------------- | ------------------------------------------------------------------------- | ------------------------------------------------------------------------- | ------------------------------------------------------------------------- |
| Overgrootouders                                  | Ernst de Strijdbare (1027–1075) ∞ Adelheid van Eilenburg (1030-1071)      | Ernst de Strijdbare (1027–1075) ∞ Adelheid van Eilenburg (1030-1071)      | Rapoto IV van Passau (–) ∞ Mathilde (-)                                   | Rapoto IV van Passau (–) ∞ Mathilde (-)                                   | Keizer Hendrik III (1017–1056) ∞ 909 Agnes van Poitou (1024–1077)         | Keizer Hendrik III (1017–1056) ∞ 909 Agnes van Poitou (1024–1077)         | Otto van Savoye (1021–1059) ∞ Adelheid van Susa (1014/20-1091)            | Otto van Savoye (1021–1059) ∞ Adelheid van Susa (1014/20-1091)            |
| Grootouders                                      | Leopold II van Oostenrijk (1050–1095) ∞ Ida van Cham (1055–1101)          | Leopold II van Oostenrijk (1050–1095) ∞ Ida van Cham (1055–1101)          | Leopold II van Oostenrijk (1050–1095) ∞ Ida van Cham (1055–1101)          | Leopold II van Oostenrijk (1050–1095) ∞ Ida van Cham (1055–1101)          | Keizer Hendrik IV (1050–1106) ∞ 909 Bertha van Savoye (1051–1087)         | Keizer Hendrik IV (1050–1106) ∞ 909 Bertha van Savoye (1051–1087)         | Keizer Hendrik IV (1050–1106) ∞ 909 Bertha van Savoye (1051–1087)         | Keizer Hendrik IV (1050–1106) ∞ 909 Bertha van Savoye (1051–1087)         |
| Ouders                                           | Leopold III van Oostenrijk (1073–1136) ∞ Agnes van Waiblingen (1072–1143) | Leopold III van Oostenrijk (1073–1136) ∞ Agnes van Waiblingen (1072–1143) | Leopold III van Oostenrijk (1073–1136) ∞ Agnes van Waiblingen (1072–1143) | Leopold III van Oostenrijk (1073–1136) ∞ Agnes van Waiblingen (1072–1143) | Leopold III van Oostenrijk (1073–1136) ∞ Agnes van Waiblingen (1072–1143) | Leopold III van Oostenrijk (1073–1136) ∞ Agnes van Waiblingen (1072–1143) | Leopold III van Oostenrijk (1073–1136) ∞ Agnes van Waiblingen (1072–1143) | Leopold III van Oostenrijk (1073–1136) ∞ Agnes van Waiblingen (1072–1143) |